# Sinfonietta nr. 2 (Badings)
Sinfonietta nr. 2 is een compositie voor harmonieorkest van Henk Badings.
Het werk werd op cd opgenomen door het Harmonieorkest van het Brabants Conservatorium in Tilburg.